# Lunna Ness
Lunna Ness är en udde i Storbritannien.   Den ligger i kommunen Shetlandsöarna och riksdelen Skottland, i den norra delen av landet, 1 000 km norr om huvudstaden London. Lunna Ness ligger på ön Mainland.
Terrängen inåt land är platt. Havet är nära Lunna Ness åt nordost.  Närmaste större samhälle är Symbister, 10,4 km söder om Lunna Ness. 